# Poyabrücke
Die Poyabrücke (französisch Pont de la Poya) ist eine Strassenbrücke über die Saane in Freiburg in der Schweiz, die am 12. Oktober 2014 dem Verkehr übergeben wurde. Sie bildet einen Abschnitt der Schweizer Hauptstrasse 12. Ihren Namen erhielt sie nach dem Schloss La Poya neben dem westlichen Brückenkopf.

## Standort
Die 851,6 m lange Brücke verläuft vom Quartier La Cité-Bellevue auf der rechten Seite des Flusses, wo sie von der Route de Berne abzweigt, in nordwestlicher Richtung in 70 m Höhe über das Flusstal der Saane mit dem Gewerbequartier Les Neigles. Unter der neuen Hängebrücke überquert auch die Strassenbrücke der Route des Neigles den Fluss, der in diesem Bereich in den Schiffenensee übergeht. Der letzte Abschnitt der Brücke verläuft am steilen Abhang über dem See als Lehnenviadukt und mündet in einer Linkskurve in den Tunnel von St-Léonard, der die Bahnstrecke Lausanne–Bern unterquert und zum unterirdischen Anschluss an die Murtenstrasse führt.

## Geschichte und Vorprojekt der Verbindungsstrasse
Die Stadt Freiburg im Üechtland hat auf ihrem Gebiet seit dem Mittelalter mehrere Brücken über die Saane und auch über die Galtera gebaut, und sie hat auch seit dem 19. Jahrhundert Erfahrung mit Hängebrücken (siehe dazu auch Zähringerbrücke). Die alte Landstrasse von Bern in die Westschweiz durchquerte die Stadt und führte mit Brücken über den Fluss. Mit der starken Verkehrszunahme seit dem Zweiten Weltkrieg wurde die Belastung der Altstadt zu gross, und Stadt und Kanton prüften mögliche Umfahrungsrouten. Seit 1959 entstanden zahlreiche Studien zur Realisierung eines neuen Übergangs über die Saane. Auch nach der Eröffnung des Abschnitts Düdingen–Matran der Autobahn A12 im Jahr 1971 gingen die Planungen für eine neue Stadtbrücke weiter. Die neue Strassenverbindung zwischen der Murtenstrasse (Hauptstrasse 182) im Nordwesten der Stadt und der Bernstrasse (Hauptstrasse 12) im Osten sollte die Schliessung der Zähringerbrücke für den privaten Autoverkehr und die Entlastung des Altstadtquartiers rund um die Kathedrale St. Nikolaus vom Durchgangsverkehr ermöglichen. In der Planungsphase ging man davon aus, dass täglich etwa 25'000 Fahrzeuge die Poyabrücke passieren würden.
1989 lud die Stadt Freiburg fünf Ingenieurbürogemeinschaften zu einem Wettbewerb um die neue Verbindungsstrasse und die Poyabrücke ein. Die eingereichten Entwürfe wurden nach folgenden Kriterien bewertet:
- Konzept und Bautechnik
- Ästhetik und Integration in die städtische Umgebung
- Verkehr und Sicherheit
- Wirtschaftlichkeit

Das Projekt der Wettbewerbsgewinner, einer Bürogemeinschaft der Unternehmen GVH (P. Gorgé, A. Vaucher, B. Houriet), Brugger & Clément & Collaud, Zwahlen & Mayr sowie Schneider & Chablais wurde in den Folgejahren zu einem detaillierten Vorprojekt ausgearbeitet und den zuständigen Stellen des Bundes, des Kantons und der Stadt Freiburg vorgestellt.
Im Jahr 1995 ging das Bauprojekt von der Stadt an den Kanton Freiburg über, der die Poyabrücke als Kantonsstrasse H 182 aufführte. 1997 klassierte der Bund die Brücke als Bestandteil des schweizerischen Hauptstrassennetzes und verlegte dabei die Streckenführung der Hauptstrasse 12 um die Altstadt von Freiburg.
Im Herbst 1999 wurde das Bauprojekt öffentlich aufgelegt. Die Eidgenössische Kommission für Denkmalpflege und die kantonale Kulturgüterkommission verlangten eine geänderte Streckenführung weiter weg von der als Schloss La Poya (Château de la Poya) bekannten Villa Paladine (Lage). Zudem erforderten neue Sicherheitsnormen beim Bau von Tunneln einen Mindestabstand zwischen einem Tunnelausgang und der nächsten Kreuzung. Die vorher geplante Streckenführung mit dem Tunnel im Quartier St-Léonard musste umfassend überarbeitet werden. Daraus resultierte das Projekt mit der Brücke, dem Tunnel und einem unterirdischen Kreisel zur Verknüpfung der Hauptstrassen, das schliesslich zur Ausführung gelangte.

## Brückenkonstruktion
Der mittlere Abschnitt der insgesamt 851 m langen Schrägseilbrücke hat mit 196 m die längste Spannweite in der Schweiz. Die beiden seitlichen seilverspannten Felder weisen eine Spannweite von 86 m auf, die Nebenfelder haben 35 bis 54 m. Die Brücke weist drei Spuren für den motorisierten Verkehr auf und eine 3,5 m breite Spur für Fussgänger und Radfahrer. Sie hat eine konstante Steigung von 2 % und führt von 592 m ü. M. am westlichen auf 609 m ü. M. am östlichen Ende. Angrenzend an den Tunnel auf der Westseite sind die ersten 160 m der Brücke mit einer Lärmschutz-Abdeckung versehen.
Die schwimmend gelagerte Brücke besitzt eine Halbfächer-Seilverspannung für den Mittelteil. Die seitlichen Viadukte bilden einen Durchlaufträger. Die Pylone sind monolithisch mit der Fahrbahnplatte verbunden, damit die Brücke die erforderliche Längsstabilität hat.
Für den Bau der Poyabrücke betrug der Aushub 44'000 m³, verbaut wurden 16'000 m³ Beton, 2800 Tonnen Armierung, die Stahlkonstruktion wiegt 3530 Tonnen und die Schrägseile 177 Tonnen. 720 Verankerungen sichern die Konstruktion.

## Kosten
Die voraussichtlichen Kosten für den gesamten Ausbau inklusive der Brücke wurden im Mai 2012 mit 211 Mio. Franken veranschlagt. Die finanzielle Deckung aus den ursprünglich genehmigten Kantons- und Bundesbeiträgen, einer Projektänderung beim Anschluss im Quartier St-Léonard und der Teuerung betrug zu diesem Zeitpunkt 179,4 Mio. Franken. An der Volksabstimmung vom 24. September 2006 hatten die Stimmberechtigten des Kantons Freiburg den Kantonsbeitrag von 58 Mio. Franken (teuerungsbereinigt 65,2 Mio.) an den Bau der Brücke und der Zufahrtsstrasse mit einem Ja-Anteil von 81 % bewilligt. Damals wurde mit Gesamtkosten von 120 Mio. Franken (ohne Teuerung) gerechnet.

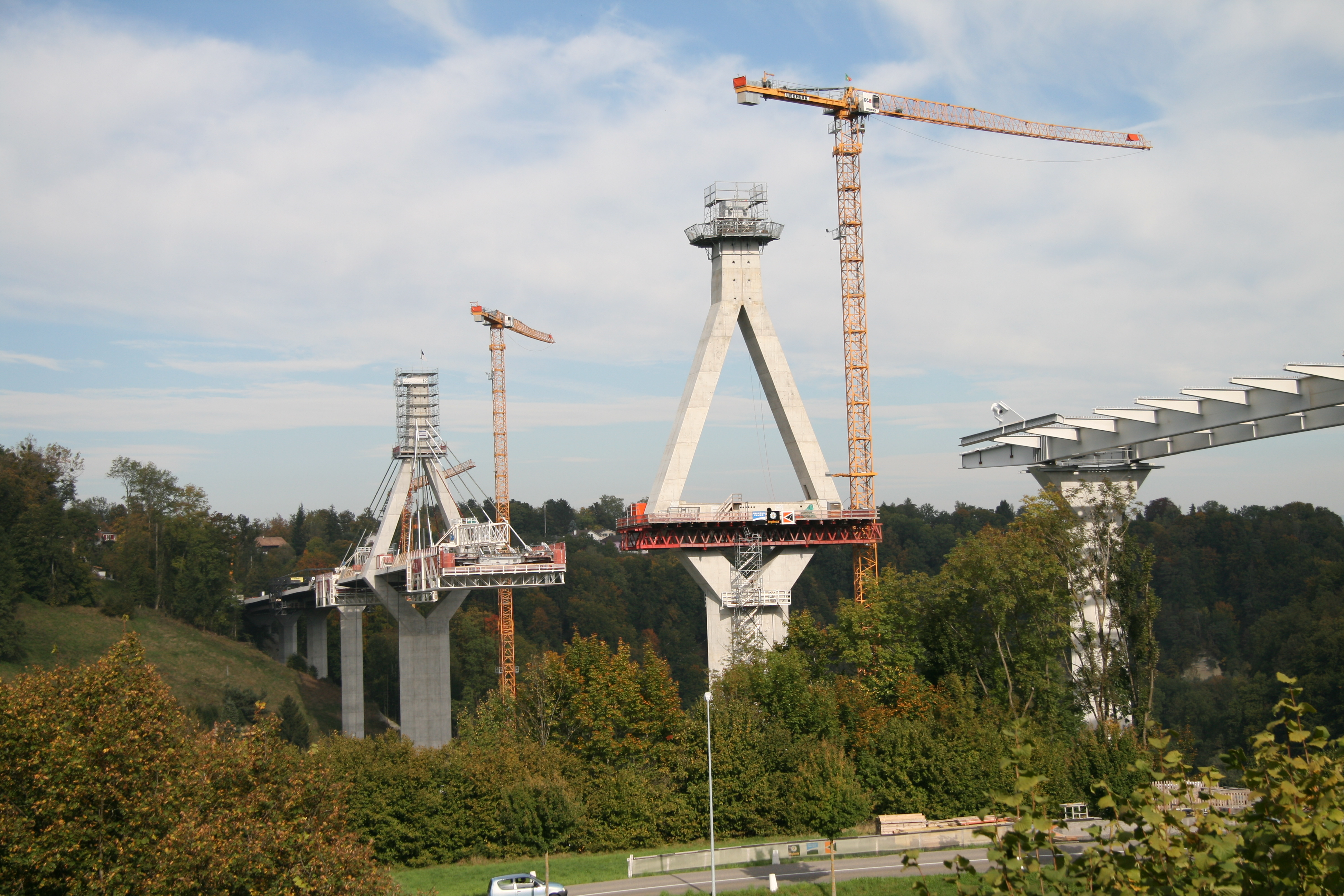
Baufortschritt am 6. Oktober 2012
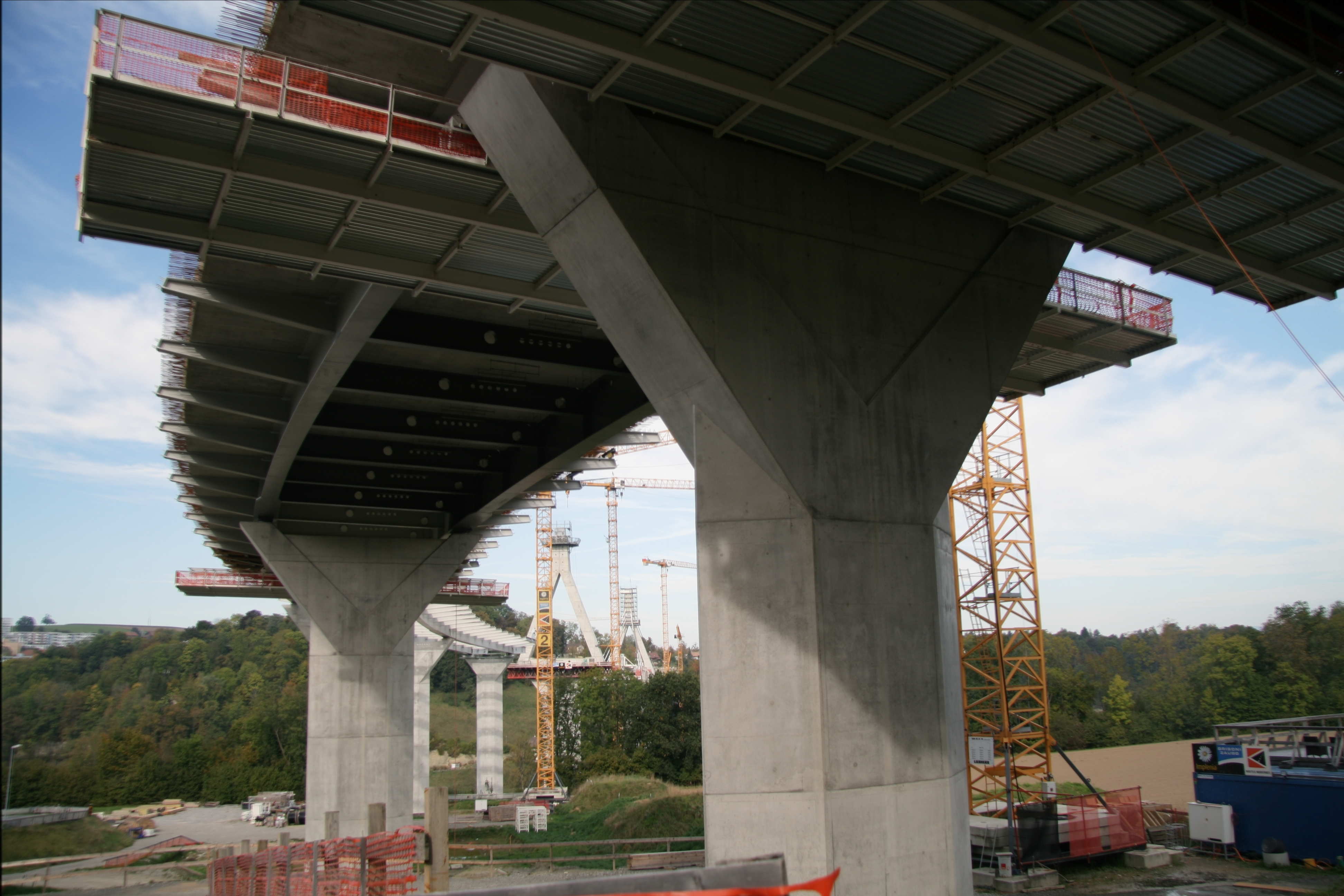
Baufortschritt am 6. Oktober 2012
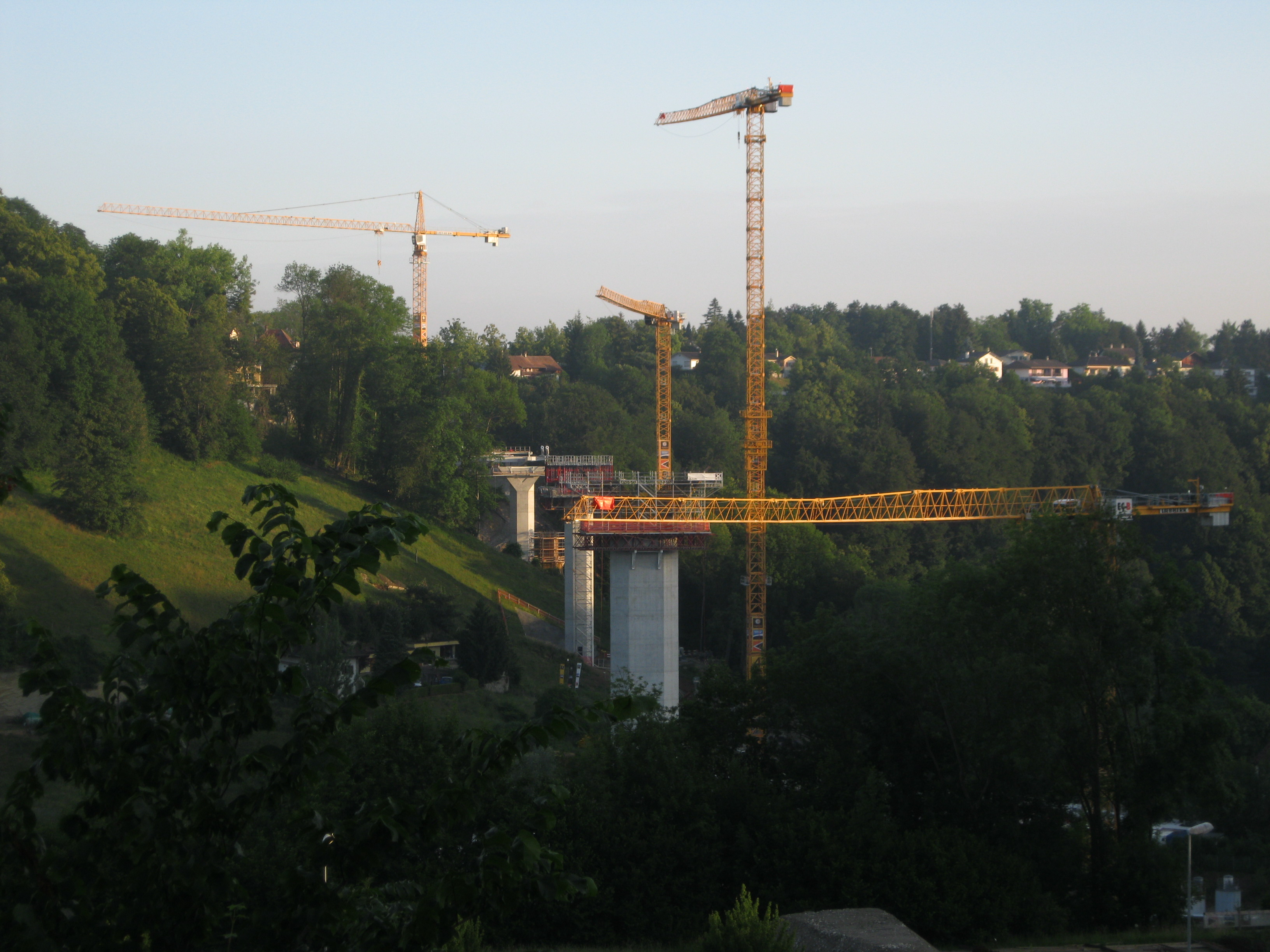
Blick auf die Pfeiler der zukünftigen Hängebrücke
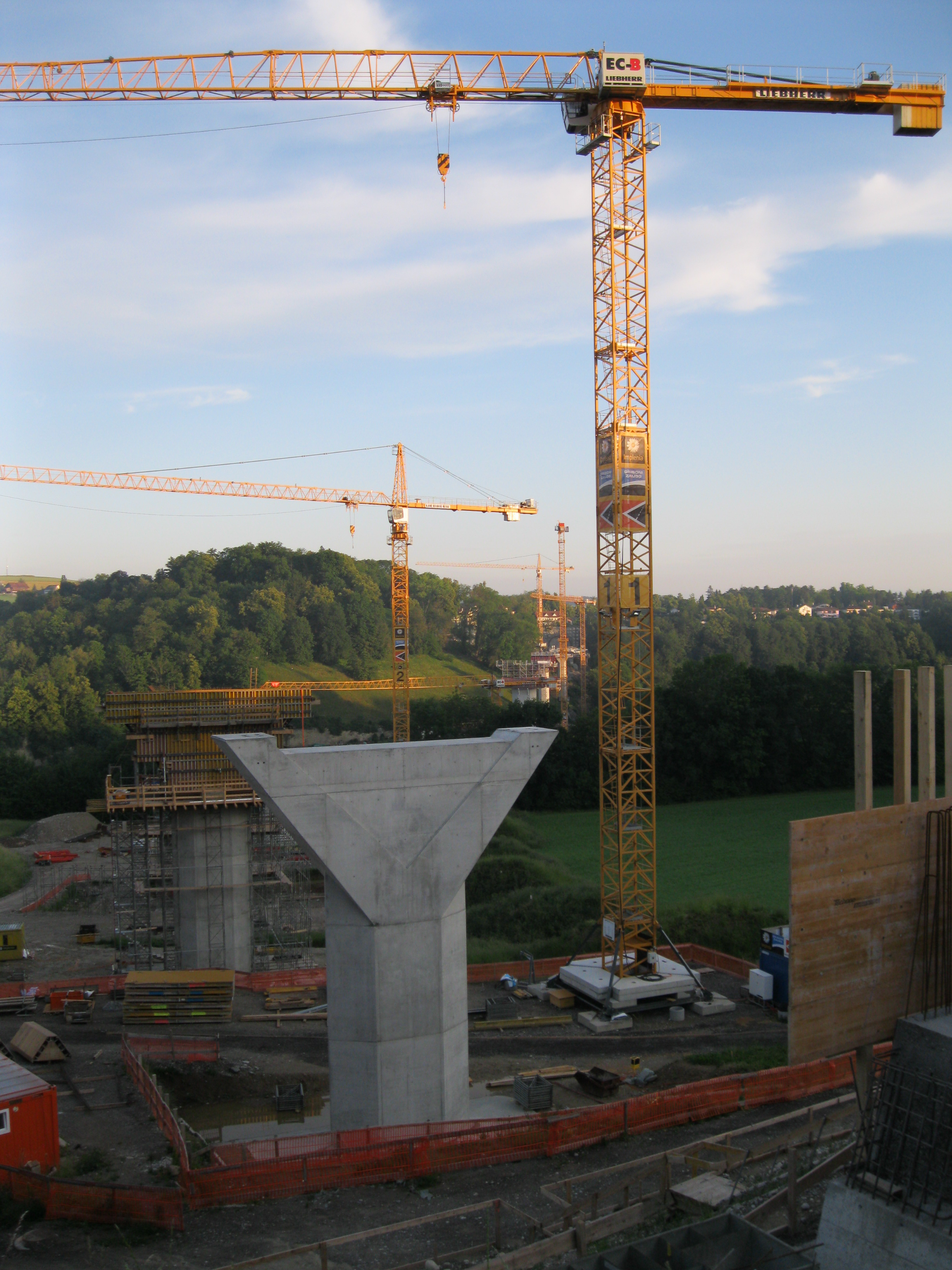
Ein im Bau befindlicher Pfeiler
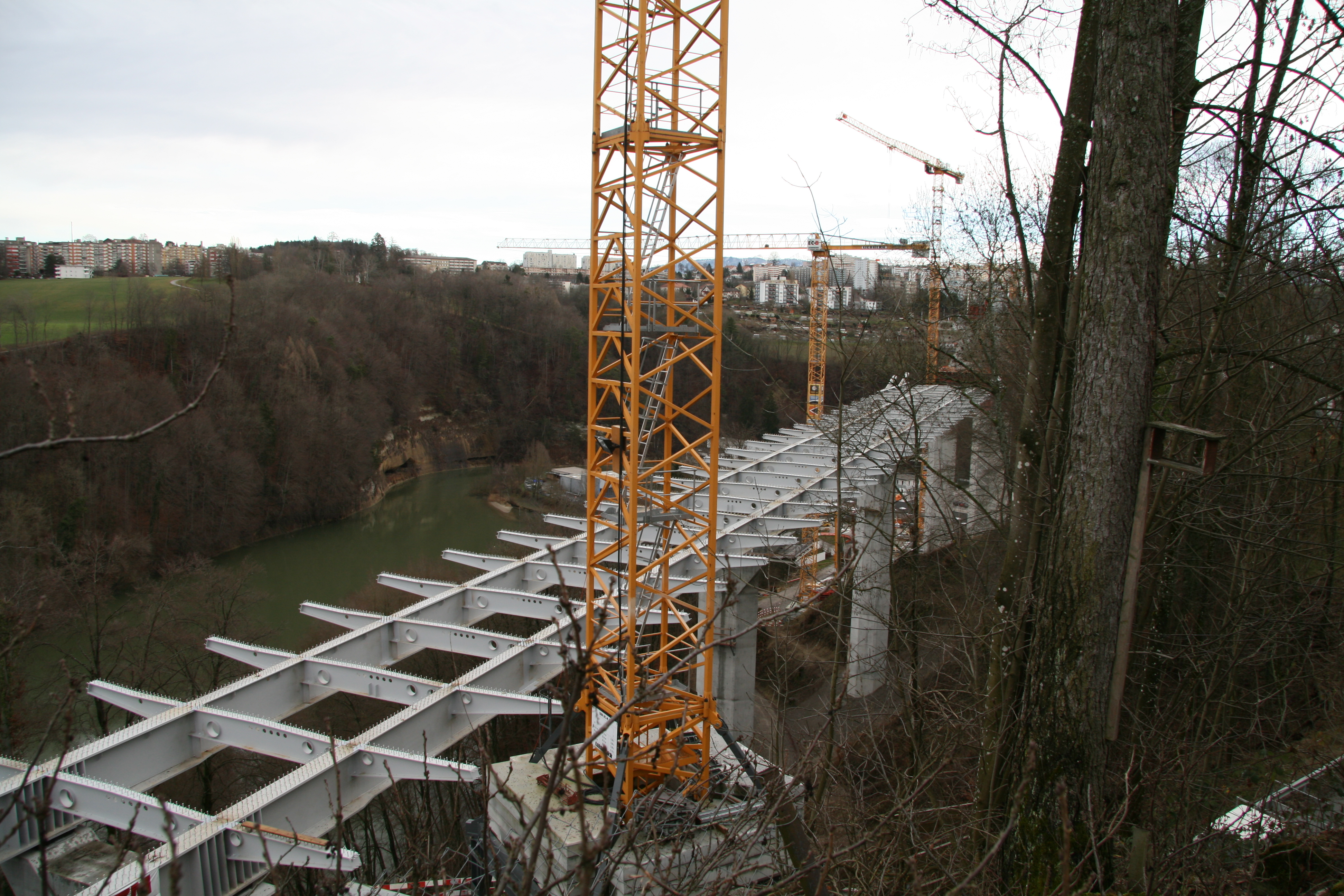
Das Gerippe, das später die Fahrbahn tragen wird
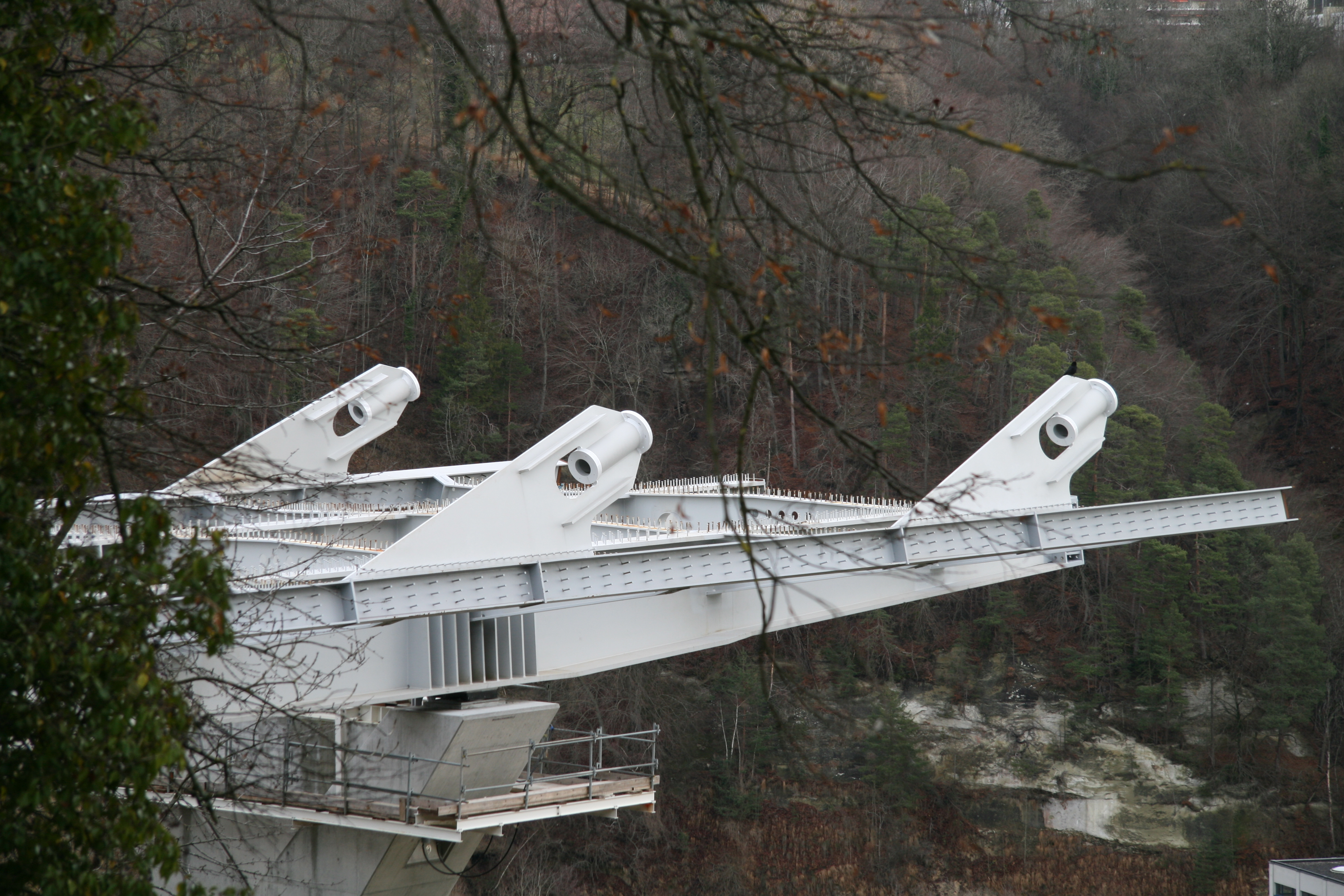
Verankerung für die Schrägseile
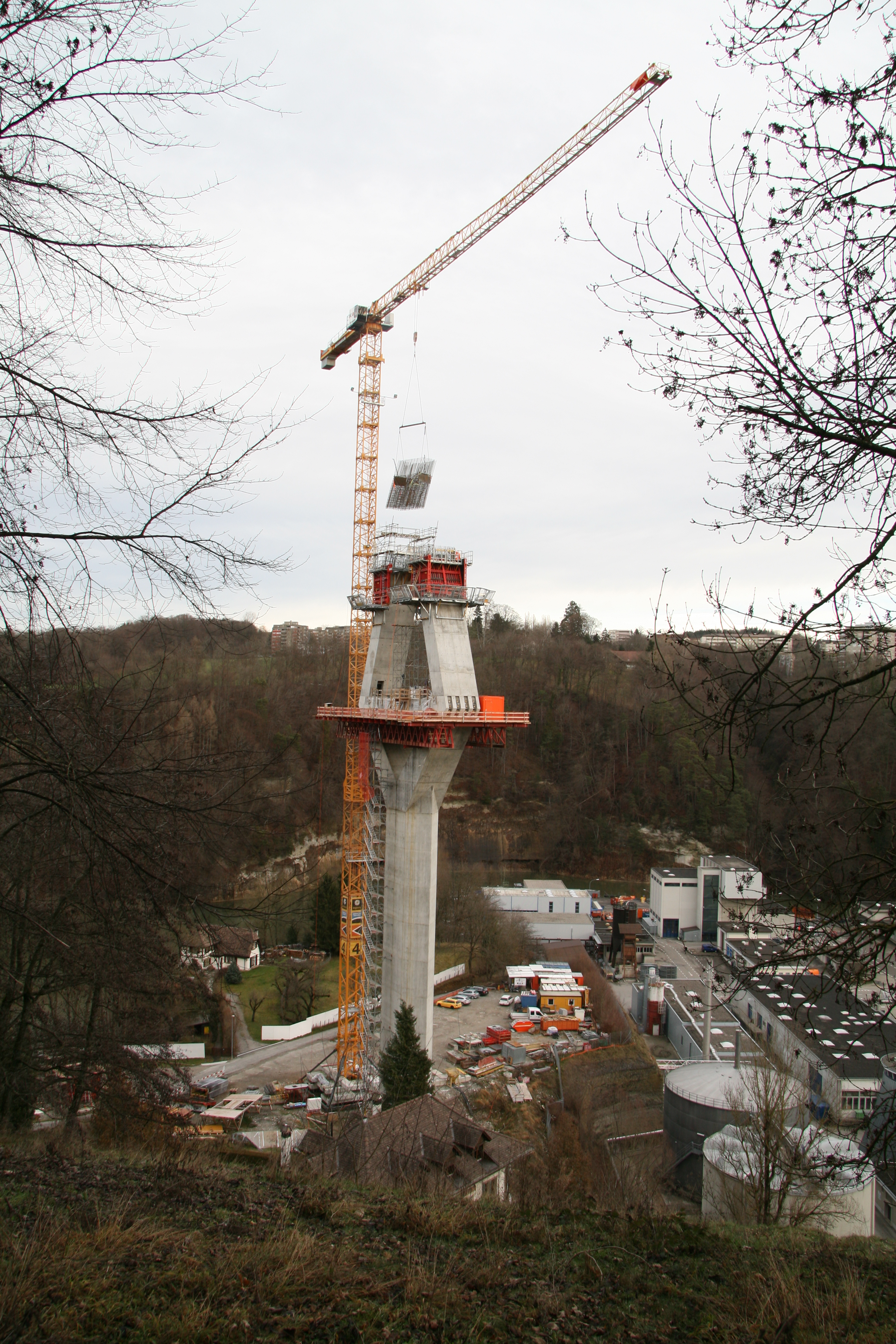
Die Pfeiler wachsen in die Höhe
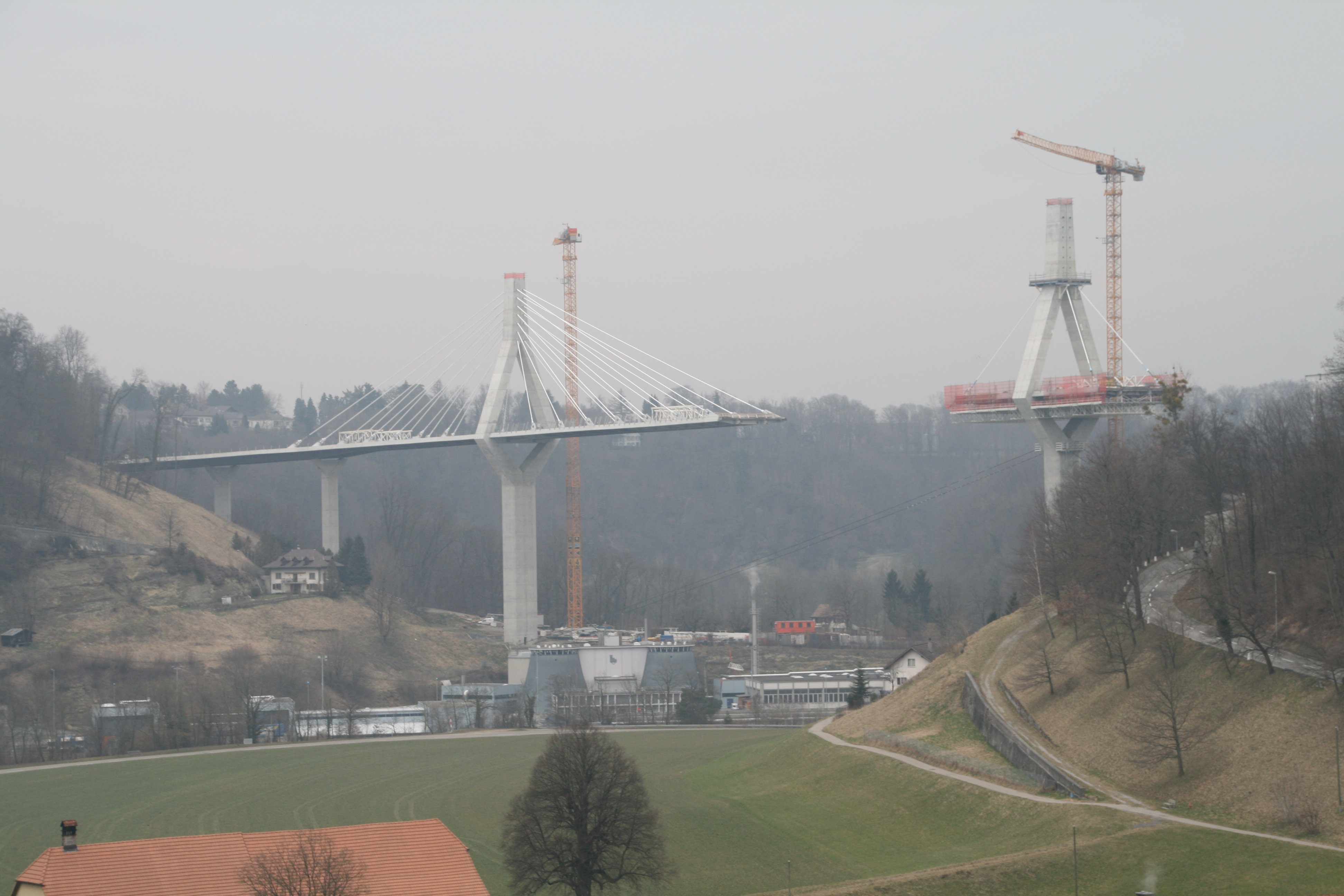
Baufortschritt 26. März 2013
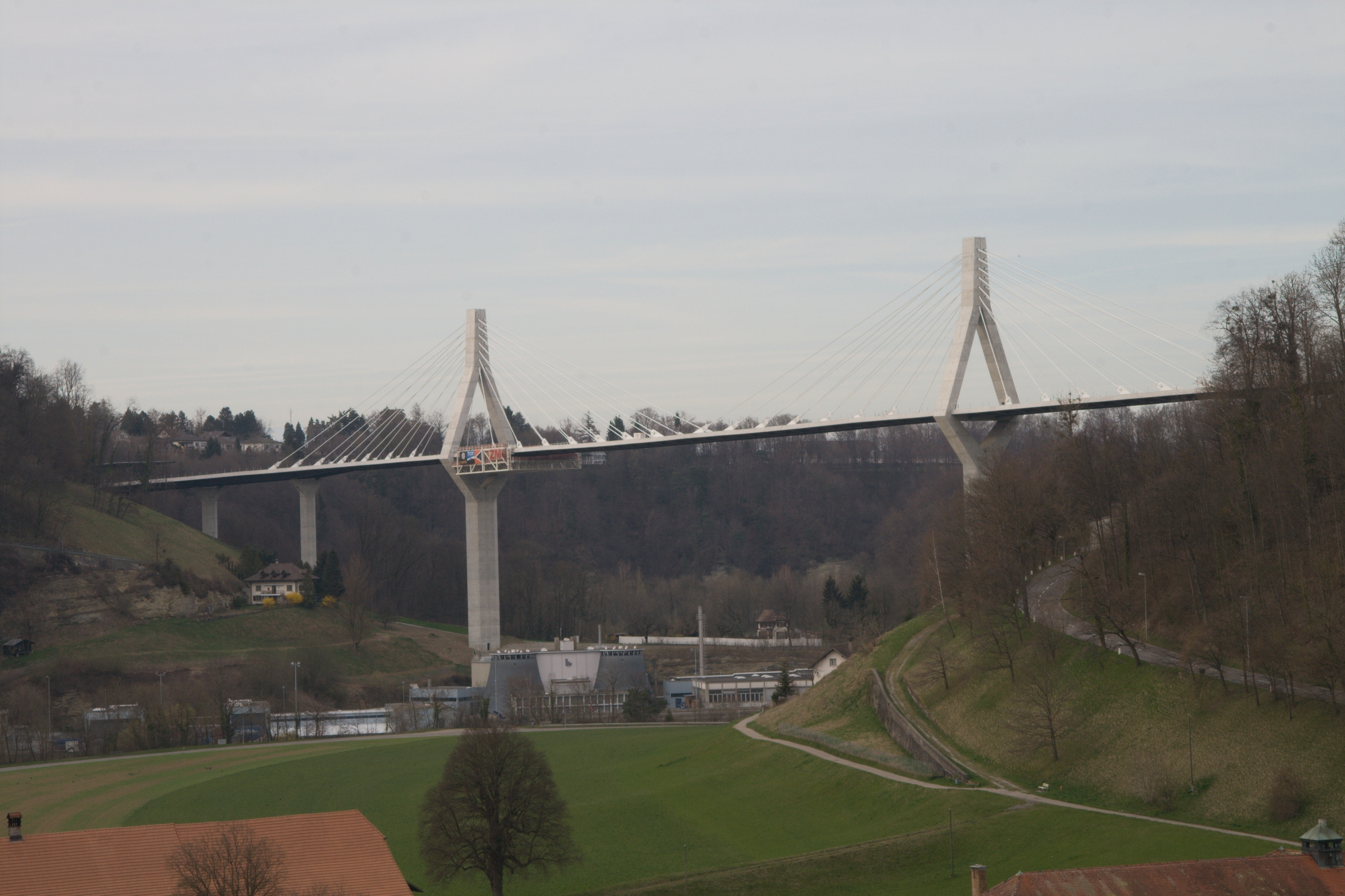
Baufortschritt 29. März 2014
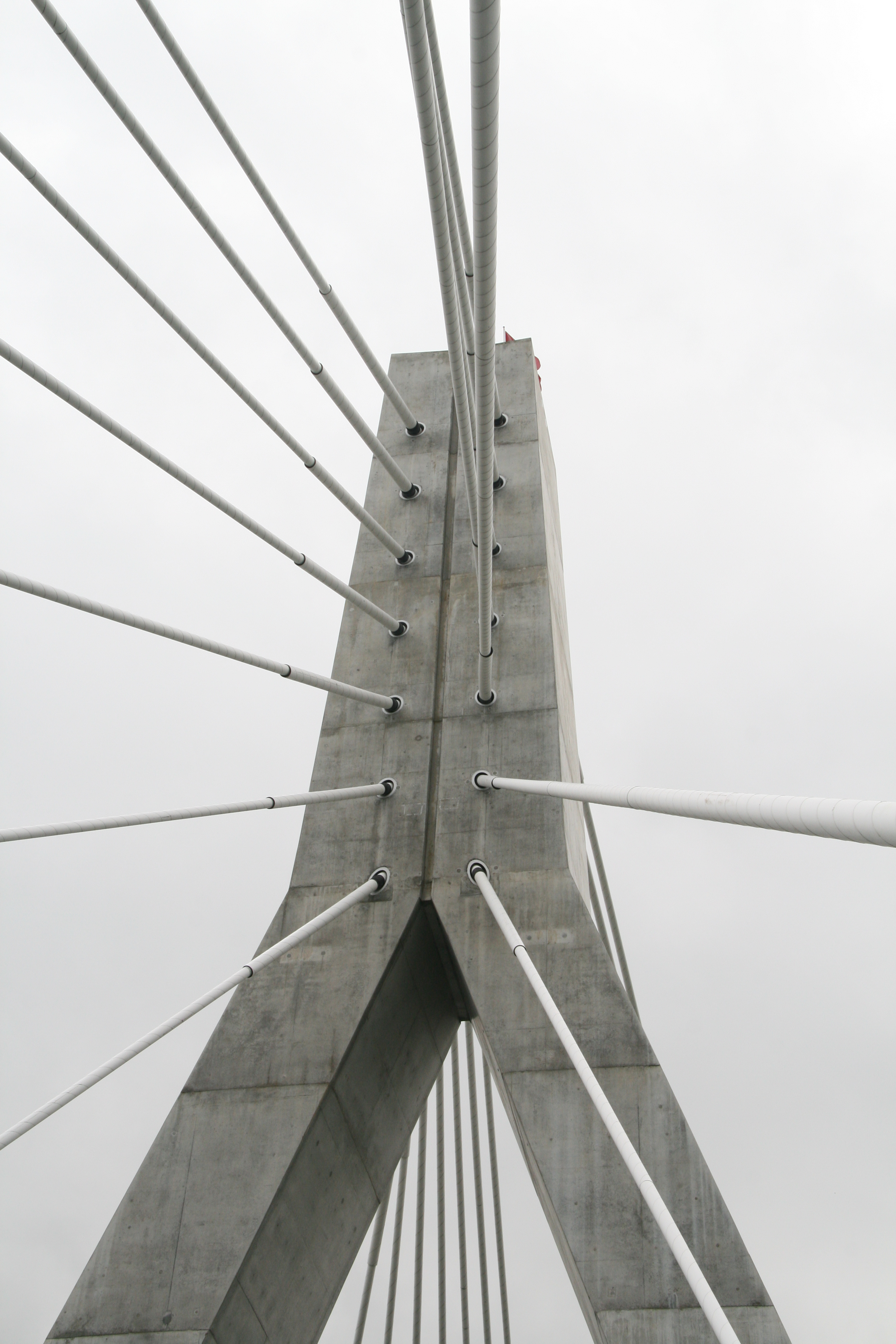
Detail eines Pylonen
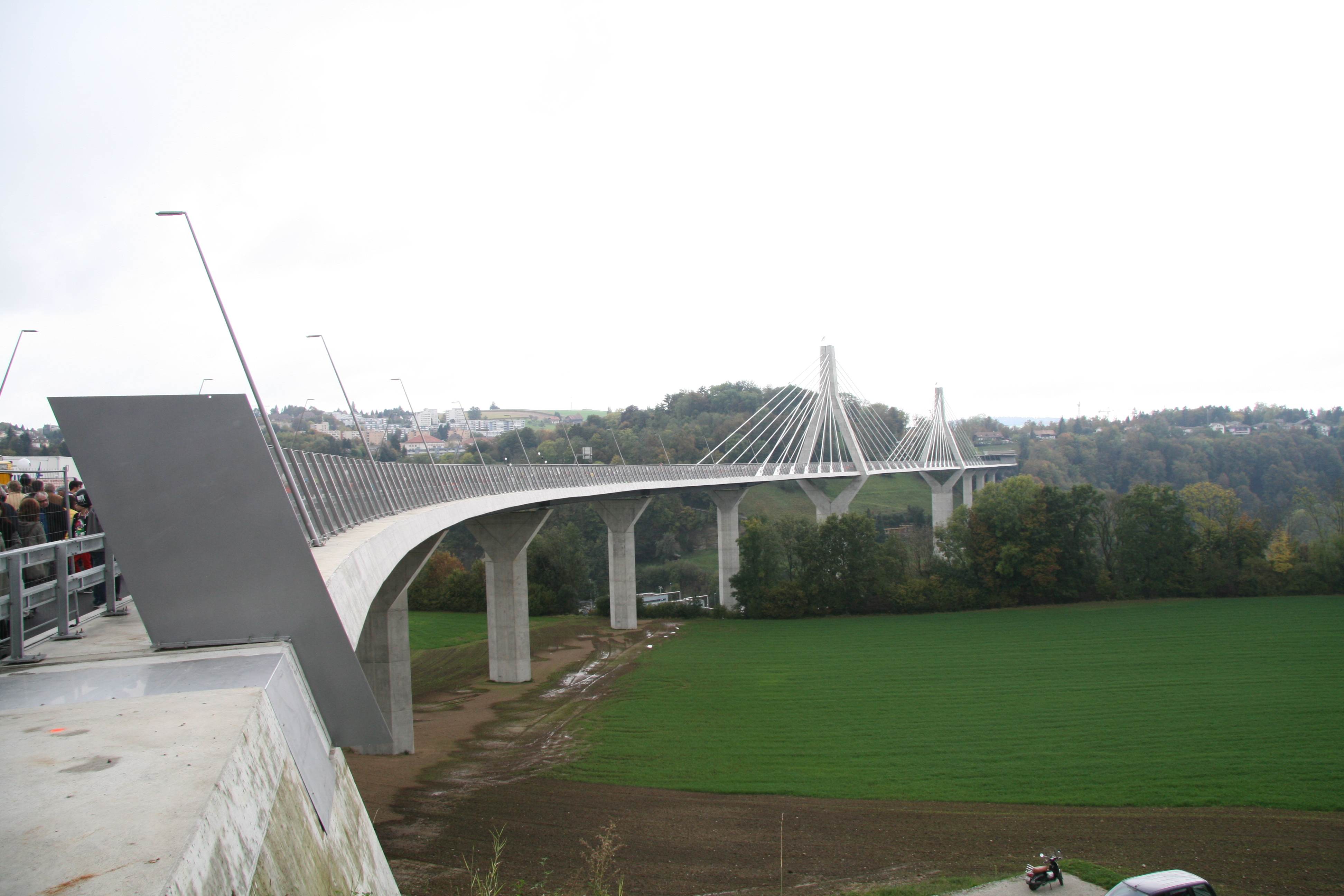
Poyabrücke von Norden gesehen